# فرنديش (بيدفوردشير)
فرنديش (بالإنجليزية: Farndish)‏ هي قرية تقع في المملكة المتحدة في شرق انجلترا. يقدر عدد سكانها بـ 40 نسمة .